# ناویویی ویلنیا
ناویویی ویلنیا (به لاتین: Naujoji Vilnia) یک منطقهٔ مسکونی در لیتوانی است که در شهرستان ویلنیوس واقع شده‌است.

## خصوصیات
ناویویی ویلنیا ۳۸٫۶ کیلومترمربع مساحت و ۳۱٬۹۳۳ نفر جمعیت دارد.